# Chutes Rusumo
Les chutes Rusumo (anglais : Rusumo Falls) sont des chutes d'eau situées en Afrique centrale.

## Localisation
Les chutes Rusumo sont situés sur le Kagera à la frontière entre le Rwanda et la Tanzanie. Un pont situé à proximité des chutes à longtemps constitué le seul point d'accès pour pénétrer au Rwanda. 

## Histoire
Les chutes ont été le théâtre de la première arrivée des Européens au Rwanda en 1894, lorsque le chef allemand Gustav Adolf von Götzen est arrivé depuis la Tanzanie. Le Rwanda était considéré comme faisant partie de l'Afrique orientale allemande depuis 1885, mais aucun Allemand n'y était encore parvenu.
Les Belges sont aussi entré au Rwanda par les chutes Rusumo. En 1916, au cours de la Première Guerre mondiale, ils prennent possession du Rwanda aux dépens de l'Allemagne. Le pont de Rusumo était, à l'époque, le seul endroit possible pour franchir la rivière.
Les chutes ont aussi acquis une renommée internationale au cours du génocide rwandais de 1994. Pendant que les réfugiés passaient le pont franchissant le Kagera pour fuir vers la Tanzanie, des milliers de cadavres passaient sous le pont. Ce fut l'un des premiers exodes massifs de réfugiés de la crise des Grands Lacs. Le Kagera et ses affluents drainent l'eau de toutes les régions du Rwanda, à l'exception de l'extrême Ouest. Ainsi tous les corps jetés dans les rivières du pays passaient par là. Cela a conduit à ce qu'un état d'urgence soit déclaré en Ouganda, dans les environs de la rive du lac Victoria, où le Kagera se jette.

## Hydroélectricité
À proximité des chutes se trouve la centrale hydroélectrique de Rusumo.